# Estació de l'Arboç
L'Arboç és una estació de ferrocarril propietat d'adif situada a la població de l'Arboç a la comarca del Baix Penedès. L'estació es troba a la línia Barcelona-Martorell-Vilafranca-Tarragona per on circulen trens de la línia R4 de Rodalies de Catalunya operat per Renfe Operadora, servei que uneix el Bages, el Vallès Occidental i Barcelona amb Sant Vicenç de Calders via les comarques del Baix Llobregat, Alt Penedès i Baix Penedès. També circulen trens de la línia RT2 de rodalia del Camp de Tarragona, sent l'estació capçalera.
Aquesta estació de la línia de Vilafranca va entrar en servei l'any 1865 quan es va obrir el tram entre Martorell i Tarragona, sis anys més tard que la línia arribés a Martorell.
L'any 2016 va registrar l'entrada de 152.000 passatgers.
| Procedència/Destinació        | <           | Línia | >          | Procedència/Destinació |
| ----------------------------- | ----------- | ----- | ---------- | ---------------------- |
| Rodalia del Camp de Tarragona |             |       |            |                        |
| Port Aventura                 | El Vendrell |       | terminal   | terminal               |
| Rodalia de Barcelona          |             |       |            |                        |
| Sant Vicenç de Calders        | El Vendrell |       | Els Monjos | Terrassa Manresa       |